# NGC 7387
NGC 7387 (другие обозначения — PGC 69834, MCG 2-58-22, ZWG 430.19, NPM1G +11.0554) — линзообразная галактика (S0) в созвездии Пегас.
Этот объект входит в число перечисленных в оригинальной редакции «Нового общего каталога».